# Grace Gallatin Seton Thompson
Grace Gallatin Seton Thompson, född 28 januari 1872 i Sacramento, Kalifornien, död 19 mars 1959 i Palm Beach, Florida, var en amerikansk feminist och författare. Hon var gift med Ernest Thompson Seton och mor till Anya Seton.
Seton Thompson anslöt sig vid 17 års ålder till rösträttsrörelsen och var under hela sitt liv verksam inom kvinnorörelsen. Hon var bland annat ordförande i Connecticut Woman's Suffrage Association 1910–1920, ordförande i National League of American Pen Women 1926–1928 och 1930–1932 och chairman of letters i National Council of Women 1933–1938. På 1930-talet grundade hon Biblioteca Femina, vilket bestod av 2 000 band och 100 pamfletter skrivna av kvinnor. Samlingen donerades senare till Northwestern University Library.
Seton Thompson startade 1912 flickscoutgruppen Camp Fire Girls. Under 1920- och 1930-talet företog hon omfattande resor i Japan, Kina, Indokina, Egypten, Brittiska Indien och Sydamerika. Hon skrev en rad böcker om sina resor, vilka  inte endast behandlade hennes egna erfarenheter, utan även ländernas historia och politik med särskild uppmärksamhet på kvinnans ställning. Poison Arrows (1938) behandlar Moi-stammarna i Vietnam som exempel på ett matriarkalt system. Av hennes övriga böcker kan nämnas A Woman Tenderfoot (1900), Chinese Lanterns (1924), Magic Waters (1933) och en poesisamling, The Singing Traveler (1947).